# 布朗克德莫曼山
46°04′25″N 7°39′52″E / 46.073666°N 7.664516°E

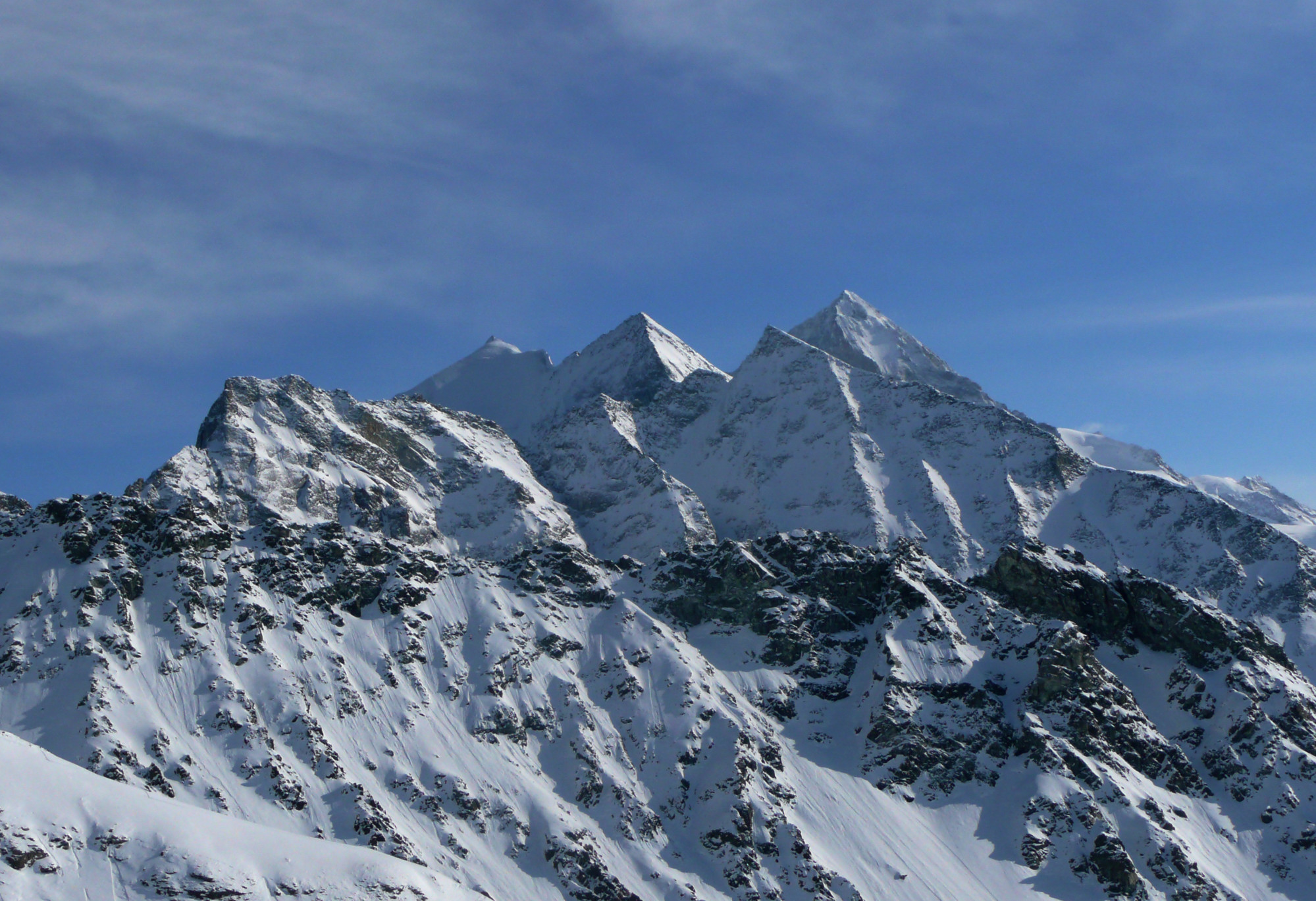

布朗克德莫曼山（Blanc de Moming），是瑞士的山峰，位於該國西南部，由瓦萊州負責管轄，屬於本寧阿爾卑斯山脈的一部分，距離貝索山0.6公里，海拔高度3,661米。